# 斯坦·布拉哈格
詹姆斯·斯坦利·布拉哈格（英語：James Stanley Brakhage；1933年1月14日—2003年3月9日），是美國的非敘事導演的一個重要代表人物，在20世紀實驗電影占有一席之地。
在近50年職業生涯中，他創作了一大批作品，探索各種形式、方法和技術，其中包括手持攝影拍攝，在畫面賽璐珞上繪畫、快速剪輯，機內剪輯，刮擦底片、拼貼電影以及使用多重曝光。影片的靈感來自於神話和音樂、詩歌和視覺現象，布拉哈格試圖揭示人性中特定的普遍性，探討的主題包括生死、性和純真。且其作品大部分都是無聲。
表現主义和抒情是他作品的普遍特点 。儘管作品自發行多年以來一直默默無聞、難以尋找，但現在許多作品皆已歸檔，並可在當代家庭媒體上獲得。